# گوی سحرآمیز

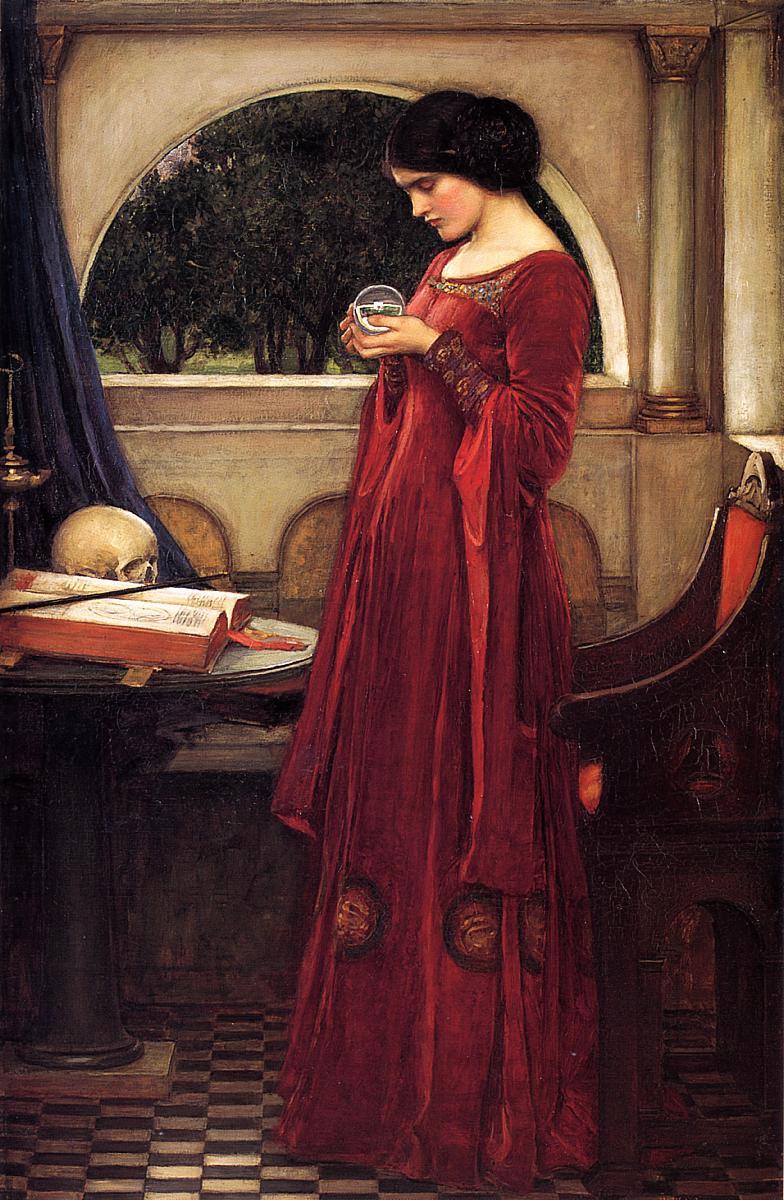
گوی بلورین اثر جان ویلیام واترهاوس (۱۹۰۲)

گوی سحرآمیز یا گوی بلورین (به انگلیسی: Crystal ball) نوعی توپ بلورین یا شیشه‌ای می‌باشد که معمولاً از آن برای فال‌بینی و آینده‌نگری، و یا کلاً برای اعمال مربوط به روشن‌بینی استفاده می‌شود.